# Bögöt
Bögöt es un pueblo ubicado en el distrito de Sárvár, en el condado de Vas, Hungría.

## Superficie
Posee una superficie de 4,990 kilómetros cuadrados.

## Demografía
Hasta 2019 la población era de 391 habitantes, con una densidad de población de 78,36 habitantes por kilómetro cuadrado.